# Quad (marque)
Pour les articles homonymes, voir Quad.
QUAD est une marque britannique de haute-fidélité.  
Quad Electroacoustics Limited (SARL), société qui détient la marque est basée à Huntingdon, Cambridgeshire, Royaume-Uni. Elle commercialise principalement des amplificateurs et enceintes.

## Histoire
La maison S.P. Fidelity Sound Systems fut créée en 1936 par Peter J. Walker. Elle a été renommée la Acoustical Manufacturing Co. Ltd en 1936. Elle déménage de Londres à Huntingdon en 1941 à cause de la Seconde Guerre mondiale. 
Au départ, la société produisait uniquement des systèmes de sonorisation, mais après la guerre, la société adapte sa gamme de produit en réponse à la demande croissante pour les technologies des musiques amplifiées à la maison. 
En quelques années, la société oriente sa gamme entièrement vers la maison. 
Le nom « QUAD » est un acronyme de « Quality Unit Amplified Domestic », décrivant l’ampli QUAD I. En 1983, plus connu sur le nom de leur marque principale QUAD, la société devint QUAD Electroacoustics Ltd.
QUAD Electroacoustics Ltd fut rachetée en 1995 par Verity Group plc puis par International Audio Group basé à Shenzhen (Chine). La fabrication fut délocalisée en Chine.

## Produits audio innovants

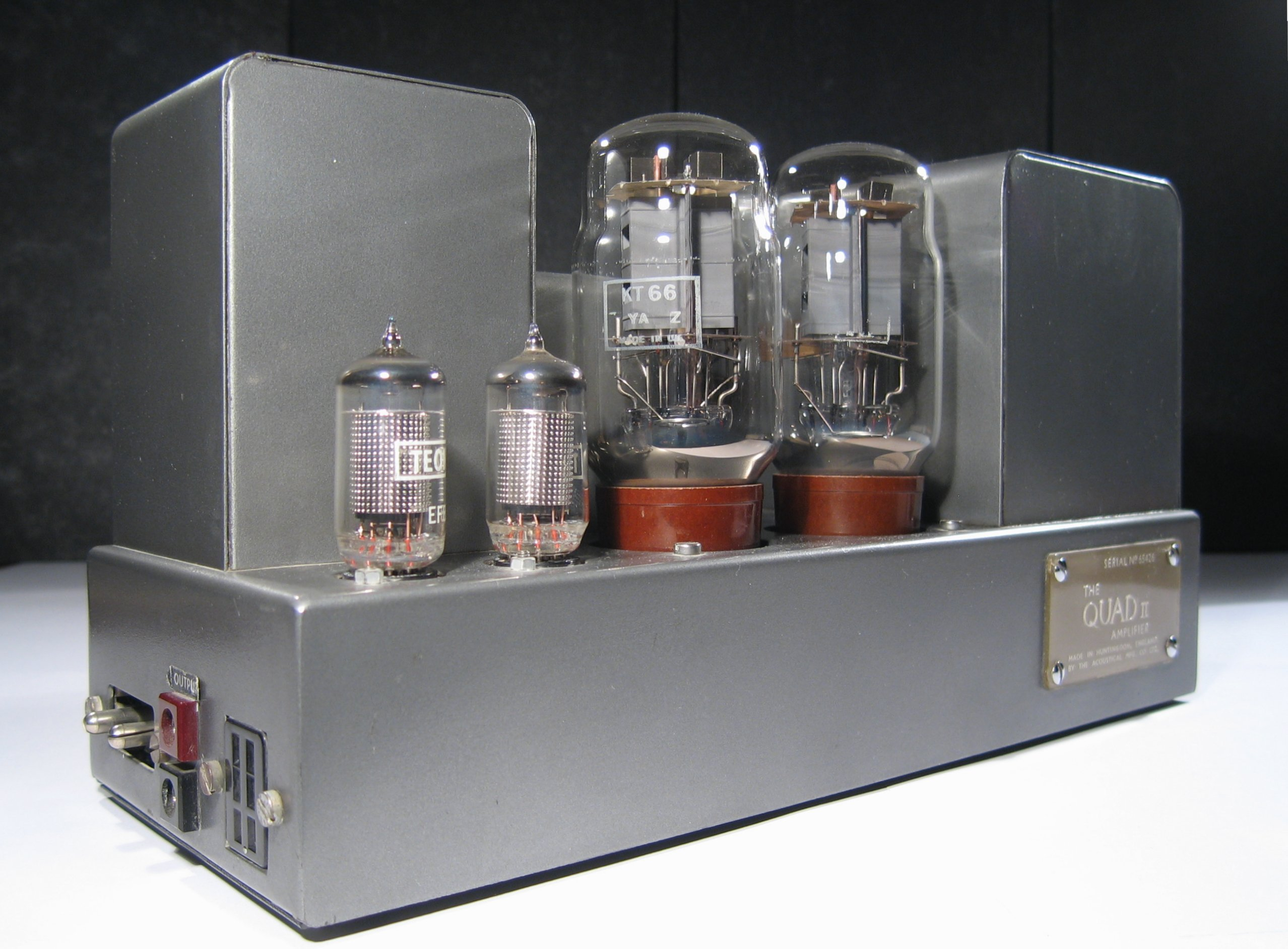
Quad II power ampli

Les premiers amplis de la société furent lancés en 1948. Le QA12 et le QA12/P étaient des amplis mono tube électronique de basse puissance. La qualité sonore, supérieure vis-à-vis d’autres concurrents, les fait adopter par la BBC. 
Résultant du développement du son stéréophonique 1958, the QC 22 control unit fut développé et lancé en 1959. Il s’agissait du préampli stéréo destiné à accompagner une paire d’amplis QUAD II mono. Le fabricant lance les tuners MA et MF pour compléter la gamme.
Le lancement historique du premier haut-parleur de type électrostatique, appelé le ESL-57, eut lieu en 1957. Suivirent les ESL-63 en 1981 puis, moins connues, les ESL-988/989 et enfin les ESL-2805/2905.
Le fondateur Peter J. Walker, meurt en 2003, âgé de 87 ans.
L'innovation s'est traduite par un certain nombre de brevets déposés par le fondateur et notamment ceux-là :
- US Patent N° 3008013: "ELECTROSTATIC LOUDSPEAKER" (1961)
- US Patent N° 3773984

D'autre part, M. Walker a reçu en 1978 le Queen’s Award for Technological Achievement. Quad est d'ailleurs la seule entreprise de HiFi à avoir reçu ce prix.

## Chronologie
- 1936, S.P. Fidelity Sound Systems est créée en 1936 par Peter J. Walker.
- 1936, la société devient Acoustical Manufacturing Co. Ltd.
- 1941, déménagement à Huntingdon.
- 1948, les amplis QA12/ QA12/P sont commercialisés - Premiers produits destinés au marché domestique.
- 1950, QUAD I, (amplificateur mono ) est lancé. Retiré en 1953.
- 1953, lancement de l'amplificateur QUAD II, fabriqué jusqu'en 1970.
- 1957, lancement du ESL-57, le premier haut-parleur électrostatique. electrostatic loudspeaker.
- 1959, l’unité de contrôle stéréo QC 22  lancée avec les tuners AM et FM.
- 1966, lancement de l’amplificateur mono à transistors,  50 et 50/E, pour le marché professionnel.
- 1967, lancement de l'amplificateur stéréo 303 pour usage domestique, accompagné par le préamplificateur à transistors QUAD 33. Arrêté vers 1985.
- 1975, l’amplificateur QUAD 405 est commercialisé, puis le 405-2 en 1982.
- Fin des années 1970, lancement de deux nouveaux préamplificateurs - les QUAD 34 et 44.
- 1983, changement du nom en QUAD Electroacoustics Ltd.
- 1983, nouvelle enceinte électrostatique, le ESL-63.
- Milieu des années 1980, lancement du système QUAD 66/606 et le premier lecteur CD QUAD.
- 1993, lancement de la série 77.
- 1993, lancement de la série L de haut-parleurs.
- 1995, QUAD Electroacoustics Ltd est rachetée par Verity Group plc, propriétaire des marques Wharfedale and Mission
- 1999, QUAD lance le système QUAD 99 ; résurrection du légendaire QUAD II et du QUAD II-Forty